# 盾海膽科
盾海膽科（學名：Clypeasteridae）是海膽綱、盾形目的一科。

## 下属类群
依据世界海洋物种目录（英文缩写：WoRMS），本科包含以下各属，剑标符号（†）表示已灭绝：
- Ammotrophus H.L. Clark, 1928
- Arachnoides Leske, 1778
- 盾海膽屬 Clypeaster Lamarck, 1801
- Fellaster Durham, 1955
- †Monostychia Laube, 1869